# ダイレクト向かい飛車
| 9  | 8  | 7  | 6  | 5  | 4  | 3  | 2  | 1  |    |
| 香 | 桂 | 銀 | 金 | 王 | 金 |    | 桂 | 香 | 一 |
|    |    |    |    |    |    |    | 飛 |    | 二 |
| 歩 | 歩 | 歩 | 歩 | 歩 | 歩 | 銀 | 歩 | 歩 | 三 |
|    |    |    |    |    |    | 歩 |    |    | 四 |
|    |    |    |    |    |    |    |    |    | 五 |
|    |    | 歩 |    |    |    |    | 歩 |    | 六 |
| 歩 | 歩 |    | 歩 | 歩 | 歩 | 歩 |    | 歩 | 七 |
|    | 銀 |    | 玉 |    | 銀 |    | 飛 |    | 八 |
| 香 | 桂 |    | 金 |    | 金 |    | 桂 | 香 | 九 |

ダイレクト向かい飛車（ダイレクトむかいびしゃ）とは、将棋の戦法。振り飛車に分類され、向かい飛車戦法の一種であるが、角交換も辞さない、もしくは角交換が前提の力戦振り飛車（角道を止めない振り飛車）である。2011年（平成23年）頃からプロでの採用数が増え始め、2013年（平成25年）には大流行を見せた。
従来用いられていた「角交換四間飛車」の一変化である二手損向かい飛車は、（後手番であれば）飛車を一旦4筋に振ってから、改めて2筋に振り直し、先手の飛車先からの逆襲を目指す戦法であった。4筋に途中下車しなければならないのは、居飛車側に▲6五角（後手なら△4五角）と言う有力な反撃手段があり、それを防ぐためのものだった。ダイレクト向かい飛車はこの▲6五角への対策が急所と言える。
ただし、従来の「向かい飛車」も飛車を8筋から2筋（後手番の場合）に振っており、4筋への途中下車は無い。「ダイレクト」とは、あくまで4筋への途中下車を余儀なくされる角交換型四間飛車との対比により生まれた表現である。この手得を生かして後手から積極的に動くこともできる。大石直嗣や佐藤康光が得意にしている。
この戦法は後手番で多用されるため、振り飛車側が後手の場合を基準にして解説する。先手番でも応用は可能である（「将棋フォーカス」内の「康光流バーディー振り飛車」より）。

## 登場の背景
左美濃や居飛車穴熊の登場により一時衰退していた振り飛車戦法は藤井システム、ゴキゲン中飛車の出現により、大きな変革を迎えていた。
藤井システムは基本的には従来の角道を止める振り飛車の王道である四間飛車の序盤の駒組みを前提とする指し方で一時主流であったが、居飛車側の対策の進歩により藤井システムの成功率も下がっていった。この流れの中で、そもそも振り飛車側の角道が止まっているために居飛車側に固い囲いを許してしまうのではないかという考え方が出てきた。「（居飛車側から見た）振り飛車には角交換」という常識の裏返しとしての「振り飛車側は角交換拒否」というドグマそのものが修正を迫られたのである。
そこで、序盤早々に角道を止める手を省略して角道をあけたままとする力戦振り飛車（角道を止めない振り飛車）が試みられるようになった。すでに升田式石田流や立石流四間飛車が先行して流行していたが、ゴキゲン中飛車の登場がこの傾向に拍車をかけた。
角道を止めない振り飛車にとって、居飛車側の角交換後の4三・8三両成りを狙った▲6五角（振り飛車側が後手番の場合）対策は悩みの種であり、当初は一度四間飛車に振って玉を囲い、8三を守ってから向かい飛車に振り直す二手損向かい飛車が出現した。この戦法は一手損角換わりとの併用もあって一時流行を見せた。しかし2手損への抵抗感から流行は下火となった。そんな中佐藤康光は、角交換四間飛車（二手損向かい飛車）の序盤で一度四間飛車に振る手順を省略し、初期位置（後手番なら8二）から▲6五角への対策をせずに△2二飛と振る力戦向かい飛車を実戦で試みて注目された。これがダイレクト向かい飛車である。居飛車側に▲6五角と打たれても、振り飛車側が△7四角と切り返す対抗手段（もし▲4三角成としても△5二金右で馬が捕獲できる）があるので互角であるとするのが主張である。
▲6五角△7四角▲4三角成に△5二金右または△4二金で馬に当てるのがポイントである。もし△5二金左と指すと、▲2四歩の反撃（△4三金なら▲2三歩成から先手優勢、△2四同銀なら▲3四馬で馬が助かる）があり、△同歩の一手に▲2三歩△同飛▲3二馬で飛車が捕獲される。△2二飛▲同馬△同銀▲7七桂で後手の△3三角を消しつつ、7四の角を狙う（▲7五歩で角が死ぬ）。角の逃げ道を開ける△6四歩の一手に▲2四飛で歩切れを解消して先手充分。よって▲4三角成に△5二金右は、▲同馬△同金▲7五金、△4二金は▲6一馬△同玉▲7五金（▲4二同馬は△同飛▲7五金に△4七角成があり失敗）で、角を取り返す展開となる。
その他にも、▲6五角△7四角に、▲同角△同歩▲7五歩（△同歩なら、▲6五角で、△7四角と打てない）。という戦い方もあり、難解な形勢である。
また、角交換四間飛車でも後手が指せる（戦える、もしくは有利になるという意）のであるから、損が一手分少ないダイレクト向かい飛車であればなお後手指しやすいのではないか、と言う理由から冒頭で記した通り、2011年から2000年代にかけて大流行を見せた。
大石直嗣はこの戦法を駆使して、2013年度はNHK杯テレビ将棋トーナメントでベスト4、順位戦でC級1組昇級と好成績を挙げ、将棋大賞新人賞を受賞した。

## 都成式
都成竜馬は、初手▲7六歩△3四歩▲2六歩△9四歩とする4手目9四歩戦法に工夫を加えたダイレクト向かい飛車を考案。以下▲2五歩△9五歩で▲6八玉ならば△8八角成▲同銀△2二銀とし、以下▲3八銀（4八銀もある）△3三銀▲7八金で△4四歩としてから、▲4六歩△2二飛と飛車を振る。
| 9  | 8  | 7  | 6  | 5  | 4  | 3  | 2  | 1  |    |
| 香 | 桂 | 銀 | 金 | 王 | 金 |    | 桂 | 香 | 一 |
|    |    |    |    |    |    |    | 飛 |    | 二 |
|    | 歩 | 歩 | 歩 | 歩 |    | 銀 | 歩 | 歩 | 三 |
|    |    |    |    |    | 歩 | 歩 |    |    | 四 |
| 歩 |    |    |    |    |    |    | 歩 |    | 五 |
|    |    | 歩 |    |    | 歩 |    |    |    | 六 |
| 歩 | 歩 |    | 歩 | 歩 |    | 歩 |    | 歩 | 七 |
|    | 銀 | 金 | 玉 |    |    | 銀 | 飛 |    | 八 |
| 香 | 桂 |    |    |    | 金 |    | 桂 | 香 | 九 |

| 9  | 8  | 7  | 6  | 5  | 4  | 3  | 2  | 1  |    |
| 香 | 桂 |    | 金 |    |    |    | 桂 | 香 | 一 |
|    | 王 | 銀 |    | 金 |    |    | 飛 |    | 二 |
|    | 歩 | 歩 | 角 | 歩 |    | 銀 |    | 歩 | 三 |
|    |    |    | 歩 |    | 歩 | 歩 |    |    | 四 |
| 歩 |    |    |    |    |    |    | 歩 |    | 五 |
|    | 歩 | 歩 |    |    | 歩 | 歩 |    |    | 六 |
| 歩 | 銀 | 桂 | 歩 | 歩 | 銀 | 桂 |    | 歩 | 七 |
|    |    | 金 | 玉 |    |    | 金 |    |    | 八 |
| 香 |    |    |    |    |    |    | 飛 | 香 | 九 |

△4四歩の意味は、飛車を振ってのちの▲6五角に対し、△7四角と合わせて、以下▲4三角成ならば△5八金となったとき、このとき4三の歩をあらかじめついていて、持ち駒にされない工夫。
戻って△7四角の合わせには▲同角△同歩に先手▲7五歩もある。△同歩は再度▲6五角、△7二飛は▲7四歩△3二金▲3六歩△7四飛▲3七銀、△7二金は▲7四歩△6二銀▲7七銀など。
図2-1からは▲4七銀以下図2-2のような展開が一例である。また後手四手目△9四歩に▲2五歩ではなく▲9六歩と、9筋の位を取らせなくする手段もある。この他に先手2五の歩や3六の桂頭を狙う後手△1四角の手段もある。